# SnowWorld Rucphen
SnowWorld Rucphen is een indoorskibaan in Rucphen in Noord-Brabant. Vroeger heette de skibaan Skidôme Rucphen, totdat ze door SnowWorld werd overgenomen. Sinds 1 oktober 2012 is er ook een SnowWorld in Terneuzen, Zeeland.

## Geschiedenis
Skidôme Rucphen werd in 1995 gerealiseerd door een bestaande borstelbaan in zes weken te overkappen. Daarmee werd het de eerste indoorskibaan van Nederland met echte sneeuw en, ten tijde van de opening, de grootste van Europa. De enige skipiste had een hoogteverschil van 22 meter bij een lengte van 130 meter en breedte van 25 meter. De liften bestonden uit twee lopende banden en een schotellift.
Daarnaast bevatte het complex een skischool, café-restaurant en een wintersportwinkel.

### Uitbreiding 2011

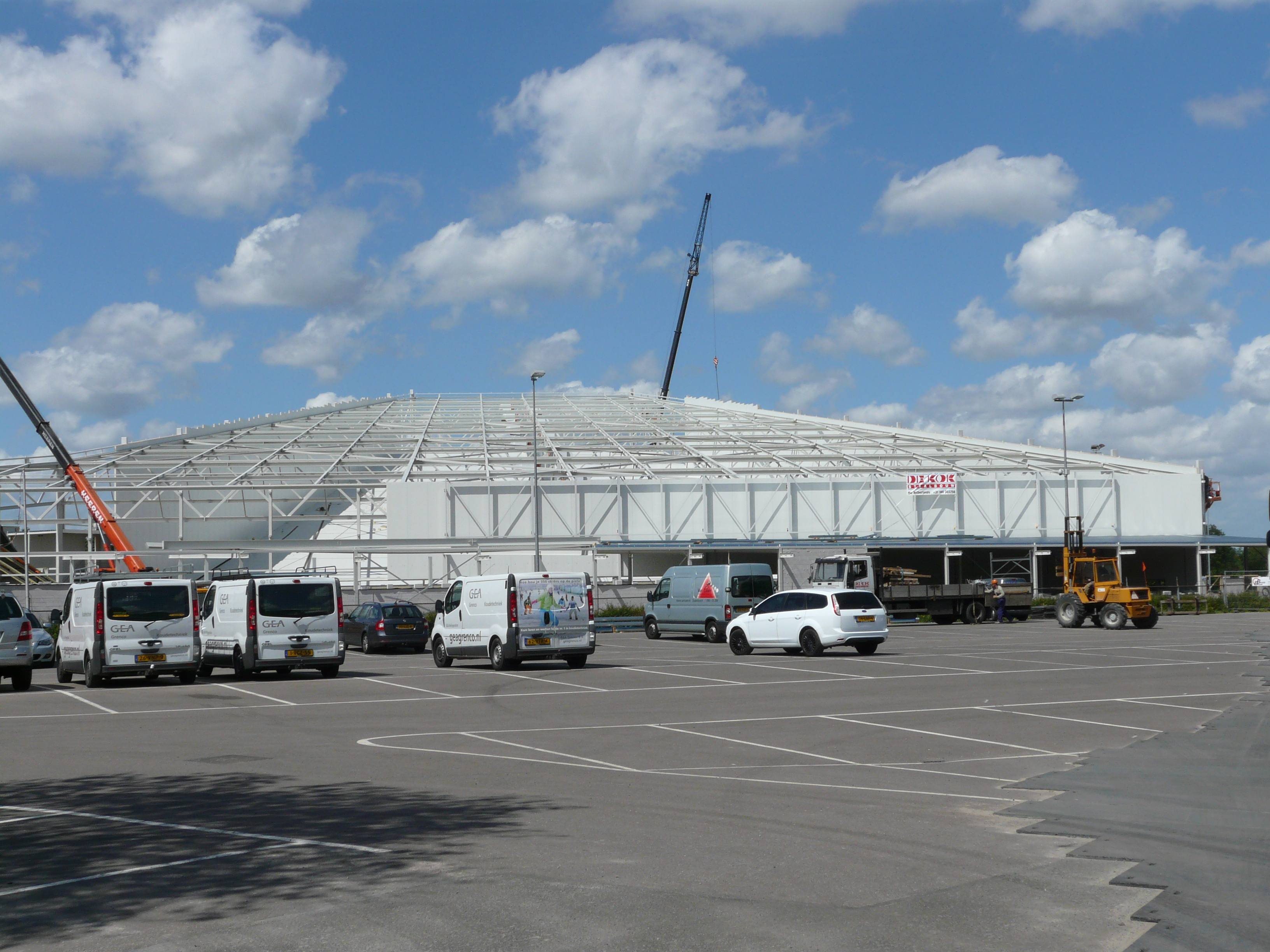
Uitbreiding

In de zomer van 2011 breidt Skidôme uit: Het huidige plan omvat onder meer een ijskartbaan en een tweede helling met een piste die gereserveerd wordt voor snowboarders en freestyle-skiërs.
Op 20 januari 2012 was de officiële opening van het compleet vernieuwde en uitgebreide Skidôme Rucphen.
Skidôme Rucphen heeft nu drie skipistes, de voormalige piste, een piste voor het funpark en een rode piste voor de ervaren skiërs. Ook heeft het een beginnershelling.
De voormalige piste heeft de schotellift behouden, de loopbanden zijn op deze piste weggehaald maar sinds september 2017 weer teruggeplaatst.
De twee aangebouwde pistes beschikken over twee loopbanden en sinds september 2017 twee schotelliften, de beginnershelling heeft ook een loopband.
Het vlakke stuk tussen de aanbouw en de voormalige piste is voorzien van een swisscord.
Sinds september 2011 zijn ook IceKart Rucphen en GlowGolf Rucphen geopend.
Skidôme Rucphen heeft nu drie horecagelegenheden in het pand, een wintersportwinkel, de drie pistes, IceKart Rucphen en GlowGolf Rucphen.

### Verkoop
In februari 2019 nam SnowWorld de SIS Leisure Group over die de indoorskibanen Skidôme Terneuzen in Terneuzen en Skidôme Rucphen in Rucphen bezat, evenals een indoor-skydivehal in Roosendaal.

## Skidôme Terneuzen
De skihal in Terneuzen werd gebouwd in 2008. Op 1 oktober 2012 werd de skihal 'Snow Base' na een faillissement heropend als Skidôme Terneuzen. Momenteel hoort Skidôme Terneuzen bij SnowWorld